# Sardinella fijiense
Sardinella fijiense és una espècie de peix de la família dels clupeids i de l'ordre dels clupeïformes.

## Morfologia
- Els mascles poden assolir 11,5 cm de llargària total.[2][3]

## Distribució geogràfica
Es troba a Papua Nova Guinea, Fiji i Nova Caledònia.

## Costums
Forma bancs a les aigües costaneres.

## Observacions
- És emprat en la medicina tradicional xinesa.[10]
- És emprat com a esquer en la pesca de la tonyina.[11]